# Le Quesne
Le Quesne (picardisch: L’Tchène) ist eine nordfranzösische Gemeinde mit 243 Einwohnern (Stand 1. Januar 2022) im Département Somme in der Region Hauts-de-France. Die Gemeinde liegt im Arrondissement Amiens und ist Teil der Communauté de communes Somme Sud-Ouest und des Kantons Poix-de-Picardie.

## Geographie
Die unmittelbar südlich von Arguel gelegene Gemeinde liegt rund acht Kilometer westlich von Hornoy-le-Bourg, größtenteils südlich des Liger, eines rechten Zuflusses der Bresle (der Ortsteil La Loterie am gegenüberliegenden Ufer). Ein weiterer Ortsteil liegt isoliert an der Gemeindegrenze zu Beaucamps-le-Vieux.

## Einwohner
| 1962 | 1968 | 1975 | 1982 | 1990 | 1999 | 2006 | 2011 |
| ---- | ---- | ---- | ---- | ---- | ---- | ---- | ---- |
| 144  | 168  | 303  | 373  | 313  | 300  | 281  | 285  |

## Sehenswürdigkeiten
- Kirche Saint-Rémy